# برنار کوتاز
برنار کوتاز (فرانسوی: Bernard Coutaz‎؛ ‏ ۳۰ دسامبر ۱۹۲۲ – ۲۶ فوریهٔ ۲۰۱۰) ناشر و تهیه‌کننده موسیقی اهل فرانسه و بنیان‌گذار آرمونیا موندی بود که یک ناشر موسیقی مشهور فرانسوی است.
وی همچنین برندهٔ جوایزی همچون شوالیهٔ لژیون دونور شده‌است.